# Cyphia stenophylla
Cyphia stenophylla är en klockväxtart som först beskrevs av Franz Elfried Wimmer, och fick sitt nu gällande namn av Franz Elfried Wimmer. Cyphia stenophylla ingår i släktet Cyphia, och familjen klockväxter. Inga underarter finns listade i Catalogue of Life.